# Kaleń Duża
Kaleń Duża – wieś w Polsce położona w województwie wielkopolskim, w powiecie kolskim, w gminie Chodów.
W latach 1975–1998 miejscowość administracyjnie należała do województwa konińskiego.